# Karıncaköy, Kovancılar
Karıncaköy là một xã thuộc huyện Kovancılar, tỉnh Elâzığ, Thổ Nhĩ Kỳ. Dân số thời điểm năm 2011 là 500 người.